# Parque nacional Monte Harriet
El parque nacional Monte Harriet es un parque nacional indio en las islas de Andamán. El parque, creado en 1979, se extiende por alrededor de 46,62 km². El Monte Harriet (383 m s. n. m.), que forma parte del parque, es el tercer pico, en altura, del archipiélago de Andamán y Nicobar, después de Saddle Peak (732 m s. n. m.) en la isla Andamán del Norte y el Monte Thullier (568 m s. n. m.) en Gran Nicobar.
El lugar aparece en el reverso del billete de 20 rupias de la India. El parque recibe su nombre en conmemoración de Harriet Tytler, la segunda esposa de Robert Christopher Tytler, un oficial del ejército británico, administrador, naturalista y fotógrafo, que fue nombrado Superintendente del Asentamiento de Convictos en Port Blair en las Andaman desde abril de 1862 a febrero de 1864. A Harriet se la recuerda por su trabajo en documentar los monumentos de Delhi y por sus notas en la época de la Revuelta de 1857 en la India.
Especies animales bien conocidas del parque son jabalíes de Andamán (una especie en peligro), cocodrilos de agua salada, tortugas y cangrejos de los cocoteros. El parque es también un punto caliente de mariposas.

## Flora
El parque tiene bosques primigenios siempreverdes, y en Chiriyatapu el tipo de bosque es caducifolio mixto, una combinación de bosques primigenios y secundarios. Los tres tipos de bosques están categorizados como perennes tropicales, perennes tropicales de lo alto de la colina y litoral. En conjunto, se han documentado más de cien especies de plantas y árboles, entre ellas 74 nativas y 51 foráneas. Algunas de las especies vegetales de la variedad tropical son: Dipterocarpus gracilis, Dipterocarpus grandiflorus, Dipterocarpus kerrii, Endospermum chinensis, y Hopea odorata. Especies de la variedad de lo alto de la colina tropicales son  Canarium manii, Cratoxylum formosum y Dipterocarpus costatus. Las especies forestales de litoral son principalmente Manilkara littoralis y Moringa citrifolia.
Hacer senderismo a lo largo de un camino de 7 km desde Bambooflat hasta lo alto de la montaña, a 365 m s. n. m., permite ver los árboles con enredaderas colgantes.

## Fauna

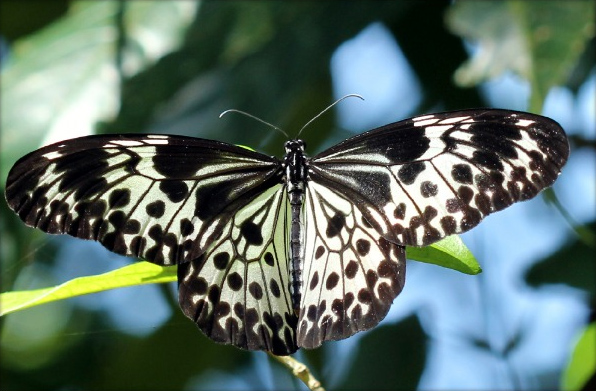
Idea agamarschana.

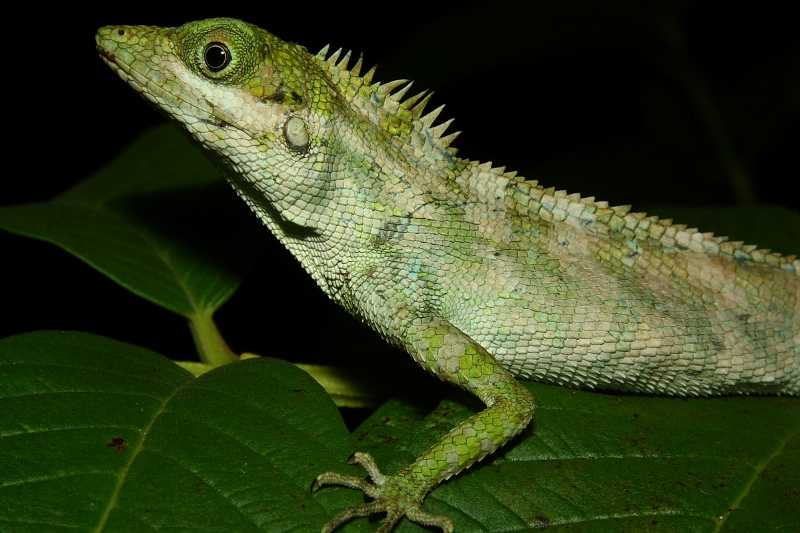
Pseudocalotes andamanensis

La avifauna identificada por BirdLife International incluye siete especies casi amenazadas que son: paloma de las Andamán (Columba palumboides), tórtola-cuco de Andamán (Macropygia rufipennis), autillo de Andamá (Otus balli), nínox de Andamán (Ninox affinis), picamaderos de Andamán (Dryocopus hodgei), drongo de Andamán (Dicrurus andamanensis), y la urraca de Andamán (Dendrocitta bayleyi); hay también dos especies "menos afectadas", que son el cucal de Andamán (Centropus andamanensis) y el estornino cabeciblanco (Sturnia erythropygia).
Entre las especies introducidas están el elefante asiático (Elephas maximus) y el chital (Axis axis) aparte de los cimarrones. Hay 28 especies de reptiles documentados (incluyendo 14 especies endémicas de las Andamán) que son principalmente lagartos y serpientes. La fauna anfibia documentada son seis especies, dos de "rana toro de Andamán" (Kaloula baleata ghoshi) y "rana de arrozal de Andamán" (Limnonectes andamanensis) son endémicas.
La fauna acuática documentada en las corrientes de agua está formada por 16 especies; algunas de ellas son anguiliformes, peces gato, gobios, guavinas y Channidae.
Los moluscos terrestres ascienden a seis especies. Las especies de invertebrados documentados son 355 que incluyen hasta un 70% de insectos. El bien conocido insecto gusano de seda del ricino (Samia cynthia) se ha documentado en el parque en el bosque de tierras bajas hasta 365 m s. n. m. Además, larvas de Samia fulva fueron descubiertas comiendo las hojas de Zanthoxylum rhetsa (Rutaceae) y Heteropanax fragrans (Araliaceae).